# 北九州市立松ヶ江北小学校
北九州市立松ヶ江北小学校（きたきゅうしゅうしりつまつがえきたしょうがっこう）は、福岡県北九州市門司区大字畑にある公立小学校。

## 沿革
- 1873年（明治6年） - 私立集成舎を学制制度により公立学校集成校として開校[2]
- 1884年（明治17年） - 畑小学校に改称[2]
- 1886年（明治19年） - 畑小学校簡易科に改称[2]
- 1888年（明治21年） - 畑尋常小学校に改称[2]
- 1908年（明治41年） - 伊川尋常小学校を合併し松ケ江第二尋常小学校となる[2]
- 1909年（明治42年） - 松ケ江第二尋常小学校分教場を設置する[2]
- 1923年（大正12年） - 松ケ江第二尋常高等小学校に改称[2]
- 1941年（昭和16年） - 松ケ江第二国民学校に改称[2]
- 1942年（昭和16年） - 門司市立松ケ江北国民学校に改称[2]
- 1947年（昭和22年） - 門司市立松ケ江北小学校に改称[2]
- 1963年（昭和38年） - 北九州市立松ケ江北小学校に改称[2]
- 1972年（昭和47年） - 創立100周年記念式典を挙行[2]
- 1978年（昭和53年） - 伊川分校が伊川小学校として開校[2]
- 2002年（平成14年） - 創立130周年記念式典を挙行[2]
- 2019年（平成31年） - 伊川小学校と統合

## 交通
- 西鉄バス畑バス停下車、徒歩約4分

## 周辺
- 新門司フェリーターミナル